# Hannes Obererlacher
Hannes Obererlacher (* 27. Dezember 1962 in Ginzling) ist ein ehemaliger österreichischer Biathlet.
Hannes Obererlacher ist Beamter und lebt in Obertilliach. 1990 begann er mit dem Biathlonsport. Sein Biathlon-Weltcup-Debüt feierte der Österreicher als 75. im Einzel 1992 in Pokljuka. Es dauerte ein Jahr, bis Obererlacher an gleicher Stelle als 24. in einem Sprintrennen erste Weltcuppunkte gewann. 1994 konnte er als Achter eines Sprints in Ruhpolding sein bestes Ergebnis im Weltcup erreichen. Anschließend trat Obererlacher in Antholz erstmals bei Biathlon-Weltmeisterschaften an. Bestes Ergebnis wurde Rang 35 im Einzel. An selber Stelle gewann er 1997 mit Reinhard Neuner, Ludwig Gredler und Wolfgang Perner seinen einzigen Weltcup, ein Mannschaftsrennen. Sein letztes Weltcuprennen bestritt er 1997 in Nowosibirsk. Heute arbeitet er in offizieller Funktion für den Biathlonverband Australiens.

## Biathlon-Weltcup-Platzierungen
Die Tabelle zeigt alle Platzierungen (je nach Austragungsjahr einschließlich Olympische Spiele und Weltmeisterschaften).
- 1.–3. Platz: Anzahl der Podiumsplatzierungen
- Top 10: Anzahl der Platzierungen unter den ersten zehn (einschließlich Podium)
- Punkteränge: Anzahl der Platzierungen innerhalb der Punkteränge (einschließlich Podium und Top 10)
- Starts: Anzahl gelaufener Rennen in der jeweiligen Disziplin

| Platzierung              | Einzel | Sprint | Verfolgung | Massenstart | Team | Staffel | Gesamt |
| ------------------------ | ------ | ------ | ---------- | ----------- | ---- | ------- | ------ |
| 1. Platz                 |        |        |            |             | 1    |         | 1      |
| 2. Platz                 |        |        |            |             |      |         |        |
| 3. Platz                 |        |        |            |             |      |         |        |
| Top 10                   |        | 1      |            |             | 1    | 4       | 6      |
| Punkteränge              | 1      | 3      |            |             | 2    | 4       | 10     |
| Starts                   | 26     | 28     | 1          |             | 2    | 4       | 61     |
| Stand: nach Karriereende |        |        |            |             |      |         |        |